# Синигер
Сини́гер (болг. Синигер) — село в Кирджалійській області Болгарії. Входить до складу общини Крумовград.

## Населення
За даними перепису населення 2011 року у селі проживали 43 особи, усі — турки.
Розподіл населення за віком у 2011 році:
Динаміка населення: